# 4781 Sládkovič
4781 Sládkovič è un asteroide della fascia principale. Scoperto nel 1980, presenta un'orbita caratterizzata da un semiasse maggiore pari a 2,1564833 UA e da un'eccentricità di 0,1902781, inclinata di 1,67270° rispetto all'eclittica.
L'asteroide è dedicato al poeta slovacco Andrej Sládkovič.